# Лаврик Олександр Хомич
Олександр Хомич Лаврик  (13 березня 1907 — 5 лютого 1981) — радянський український кінооператор. Нагороджений значком «Відмінник кінематографії СРСР».

## Біографія

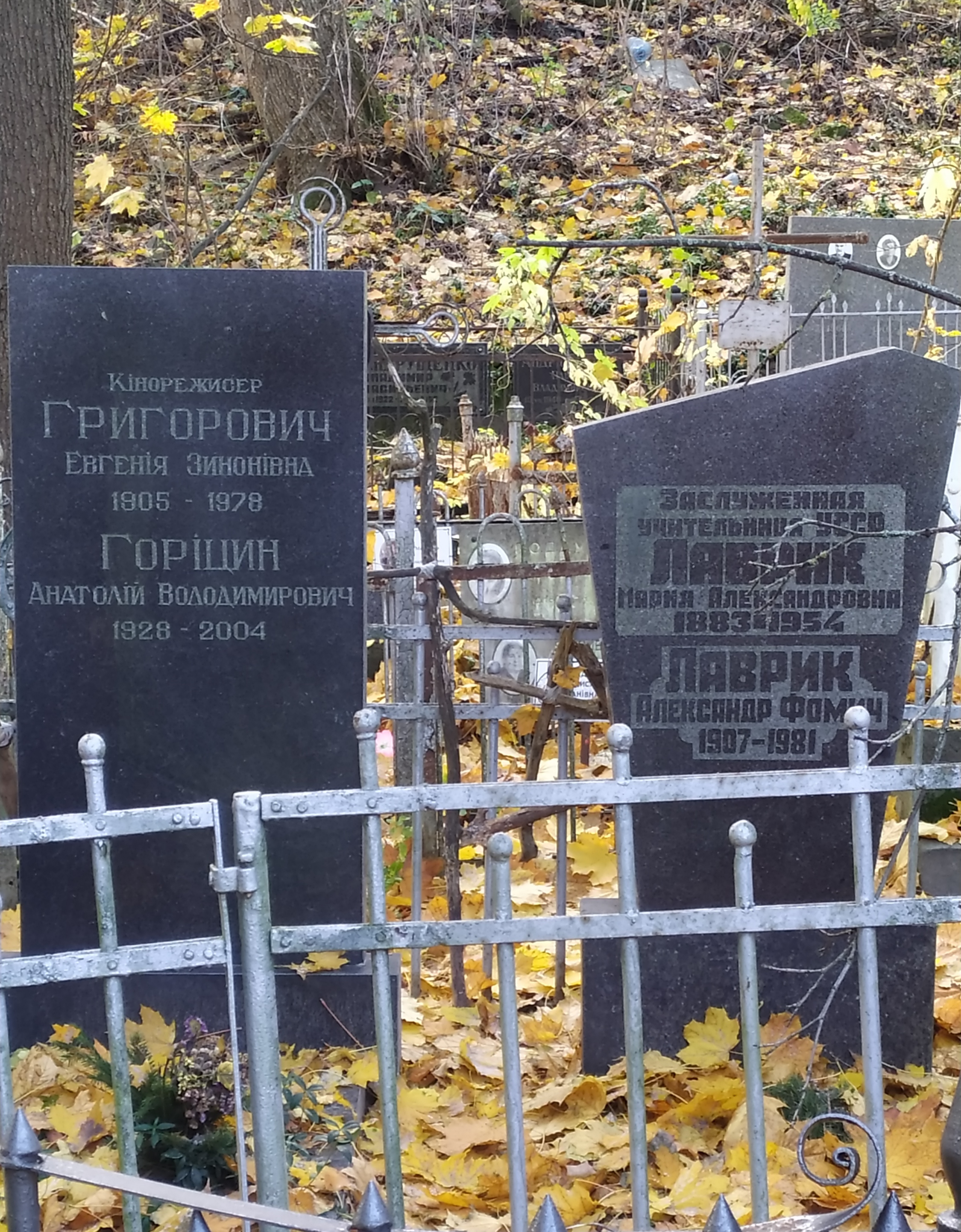
Могила Олександра Лаврика та його родини, Байкове кладовище

Народився 13 березня 1907 р. в м. Бірську (Башкирія) в родині службовця. Закінчив кінофакультет Київського театрального технікуму (1926). Учень оператора Олексія Калюжного.
Працював оператором кінохроніки у Всеукраїнському фотокіноуправлінні (1924—1926), брав участь у творенні кіножурналу «Маховик».
В роки німецько-радянської війни працював на Ташкентській кіностудії (Бойова кінозбірка № 8: «Ніч над Белградом» (1941), «Друзям на фронті» (1942), «Я — чорноморець» (1944).
З 1949 р. — оператор Київської студії науково-популярних фільмів.
Був членом Спілки кінематографістів України. Помер 5 лютого 1981 р. в Києві. Похований на Байковому кладовищі разом з родиною, зокрема, кінорежисеркою Євгенією Григорович.

## Фільмографія
На Одеській і Київській кіностудіях зняв стрічки: «Василина» (1927), «Дві сили», «В заметах» (1929), «Тобі дарую» (1930, у співавт. з Д. Демуцьким), «Вогні над берегами» (1931, не був завершений), «Висота № 5» (1932), «Мак цвіте» (1934), «Одного разу влітку» (1936, у співавт. з В. Філіпповим) та ін.
На Київський студії науково-популярних фільмів зняв стрічки: «Північна Буковина» (1950), «Юні натуралісти-мічурінці» (1951), «Кримська червона троянда» (1951), «Айвазовський» (1954), «Народна творчість» (1954), «З відстаючих у передові» (1955), «Серцево-судинні захворювання» (1956), «Сімферополь— Алушта—Севастополь» (1957), «Бережіть зір» (1957), «Правда про мощі» (1958), «Оповідання майора», «В далекі води Атлантики» (1959, у співавт.), «Євгенія Долинюк», «З глибин океану» (1960), «Олександр Довженко» (1964), «У світі невидимих променів» (1965), «Микола Самокиш» (1966), «Максим Рильський», «Легенда старої фортеці», «Формула емоцій» (1967, Диплом Зонального огляду, Київ, 1968), «Пушкін у Каменці» (1968), «Бахчисарайський фонтан», «Стародавня російська культура» (1969), «Вороги кораблів», «Народні майстри», «Микола Куліш» (1970) та ін.